# 패트릭 맥구언
패트릭 맥구언(Patrick McGoohan, 1928년 3월 19일 ~ 2009년 1월 13일)은 아일랜드의 배우이다.

## 출연 작품
- 보물성 (2002)
- 형사 콜롬보 - 숨겨진 지휘봉 (2000)
- 팬텀 (1996)
- 타임 투 킬 (1996)
- 브레이브하트 (1995)
- 아기 공룡 베이비 (1985)
- 스캐너스 (1981)
- 더 하드 웨이 (1979)
- 알카트라즈 탈출 (1979)
- 암호명 S 비밀 지령 (1978)
- 철가면 (1977)
- 실버 스트릭 (1976)
- 비운의 여왕 매리 (1971)
- 제브라 작전 (1968)
- 비밀첩보원 (1964)
- 토마시나의 세가지 삶 (1964)
- 오델로 (1961)
- 비밀첩보원 (1960)
- 더 집시 앤드 더 젠틀맨 (1958)
- 헬 드라이버스 (1957)
- 나는 카메라 (1955)
- 디즈니랜드 (1954)